# João Maria Viegas
João Maria Viegas, Salvaterra de Magos, 27 de Julho de 1930 — 17 de Julho de 2013), foi um etnógrafo português.
João Viegas foi desde sempre um apaixonado pelo estudo do folclore e do cancioneiro tradicional português, trabalhou durante vinte anos na radio Ribatejo onde apresentou o programa "Onda Matinal" no final dos anos 60 neste programa matinal entrevista aquela que mais tarde viria a ser sua mulher, a conhecida cantora Tonicha.
A par com a radio João Viegas também apresentou na RTP programas relacionados com a sua área de estudo a etnografia e colaborou em várias editoras discográficas.
Contemporâneo e amigo de Alves Redol também este ribatejano e apaixonado pela cultura popular, recolheram junto da população a sua sabedoria que nunca havia sido registada, Alves Redol escreveu o cancioneiro Ribatejano e João Viegas convenceu Tonicha sua mulher a cantar as canções que até então pertenciam ao registo oral. O êxito foi surpreendente, as canções, a alma de um povo cantadas por uma voz cristalina. Juntos deram uma nova vida às canções tradicionais.
A Etnografia portuguesa fica a dever muito a João Viegas, sem a  paixão deste pelo folclore português muitas canções que hoje são intemporais e conhecidas de todos  ficariam por registar e teriam sido esquecidas, é o caso de "zumba na caneca", "O vira dos malmequeres", "O mar enrola n'areia", e tantas outras cantadas por Tonicha ao longo de um trabalho conjunto de 50 anos.
João Viegas também é autor de varias canções, os seus textos reflectem também a sua paixão pelos costumes genuínos do povo como podemos ver na Canção "esta festa portuguesa" - "Lá vai o povo/ a caminho da charneca /cantando em grupo as cantigas do passado/ levam na mão o ancinho e o arado/cantando em coro/ as cantigas do passado... "    Esta canção é bem ilustrativa do trabalho deste autor que guardou  e registou nas suas palavras um Portugal que  já não existe, através da sua obra as gerações futuras poderão conhecer a alma e a vida do povo português no virar do milénio.